# اسکرتسو در ر مینور (راخمانینوف)

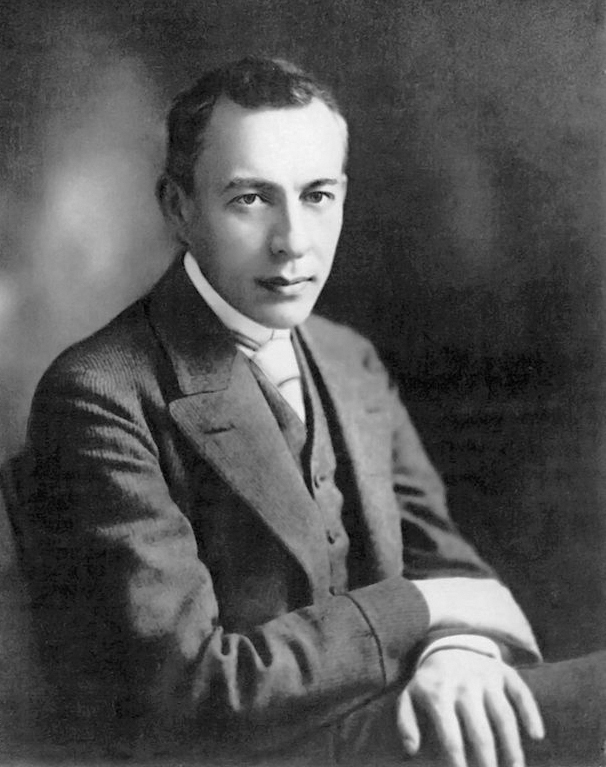

اسکرتسو در ر مینور اولین آهنگ بازمانده سرگئی راخمانینوف برای ارکستر است که در زمان دانشجویی در کنسرواتوار مسکو ساخته شده است. اجرای این قطعه بین چهار تا پنج دقیقه طول می‌کشد.

## تاریخچه

### ساخت
تاریخ این دست نوشته ۵ تا ۲۱ فوریه ۱۸۸۸ است، زمانی که راخمانینف تنها ۱۴ سال سن داشت. یک عقربه ناشناخته این تاریخ را به سال ۱۸۸۷ تغییر داده است. این کتاب به پسر عموی او الکساندر سیلوتی تقدیم شده است و قرار بود بخشی از یک اثر بزرگتر باشد به خاطر اینکه «موومان سوم» نام دارد.
مدل این اثر، اسکرتسو از موسیقی اتفاقی فلیکس مندلسون برای رؤیای یک شب نیمه تابستان شکسپیر الهام گرفته شده است. راخمانینوف قبلاً سمفونی مانفرد پیوتر ایلیچ چایکوفسکی را برای دو پیانو رونویسی کرده بود، و اسکرتسو نیز پژواک‌هایی از آن اثر دارد.

### سازبندی
این قطعه برای ۲ فلوت، ۲ ابوا، ۲کلارینت (B♭)، ۲ باسون، هورن (F)، ترومپت (B♭)، ۲ تیمپانی، ویولن I، ویولن II، ویولا، ویولن سل و کنترباس ساخته شده است.

### اجرا
اولین اجرای این اسکرتسو در ۲ نوامبر ۱۹۴۵ در مسکو به رهبری نیکولای انوسوف همراه با اثر اولیه دیگری از راخمانینوف به نام شاهزاده روستیسلاو برگزار شد. این اسکرتسو در سال ۱۹۴۷ منتشر شد.